# Uniontown (Alabama)
Uniontown é uma cidade localizada no estado americano de Alabama, no Condado de Perry.

## Demografia
Segundo o censo americano de 2000, a sua população era de 1636 habitantes.
Em 2006, foi estimada uma população de 1498, um decréscimo de 138 (-8.4%).

## Geografia
De acordo com o United States Census Bureau, a localidade tem uma área de 3,5 km², sem área coberta por água.

## Localidades na vizinhança
O diagrama seguinte representa as localidades num raio de 32 km ao redor de Uniontown.